# Перибсен
Сет (Сетх) Перибсен (Периибсен) — египетский фараон Второй династии Раннего царства, правивший 17 лет в XXVIII или начале XXVII века до н. э.
Перибсен как правитель примечателен тем, что заменил в своей титулатуре традиционное имя бога Хора именем его врага, Сета. Неизвестно, какие мотивы подтолкнули этого фараона поменять имя и бога на своём серехе.
Существуют разные точки зрения на неординарную личность Перибсена. Согласно царским спискам, Перибсену наследовал Сехемиб-Перенмаат, однако представляется вполне возможным, что Персибсен и Сехемиб являются одним и тем же лицом — Сехемиб, носивший титулатуру Хора (Хор Сехемиб) в силу каких-то обстоятельств отказался от неё в пользу титулатуры Сета (Сет Перибсен).
На своей заупокойной стеле из Абидоса царь соскоблил своё прежнее имя — Хор Сехемиб, и заменил его на новое — Сет Перибсен. Не исключено, что эта перемена как-то связана с религиозной реформой, или установлением новой власти. Поскольку в додинастическую и Тинитскую эпоху Сет считался символом и покровителем Нижнего Египта, можно предположить, что замена титулатуры была вызвана тем, что Перибсен мог быть предводителем нижнеегипетского восстания или что его власть не распространялась на всю территорию Египта. Косвенно это подтверждается и тем, что именно в этот период были сожжены многие гробницы предшествующих царей Египта. Так или иначе, но преемник Перибсена Хасехемуи употреблял в своей титулатуре как имя Хора, так и имя Сета (позже будет восстановлена традиция употребления только имени Хора).
Гробница Перибсена находится в Умм-эль-Кабе в Абидосе. Именно здесь была найдена стела, указывающая на замену имени Хора именем Сета в царской титулатуре.